# کیم باب مین
کیم باب مین (کره‌ای: 김법민؛ زادهٔ ۲۲ مهٔ ۱۹۹۱) کماندار اهل کره جنوبی است.